# Tommaso Costantino
Tommaso Costantino (ur. 23 czerwca 1885 w Tunisie, zm. 28 lutego 1950 w Brindisi) – włoski szermierz, dwukrotny medalista olimpijski.
Na igrzyskach olimpijskich w Antwerpii w 1920 roku zdobył dwa medale. Najpierw razem z Abelardo Olivierem, Aldo Nadim, Nedo Nadim, Oreste Pulitim, Pietro Speciale, Rodolfo Terlizzim i Baldo Baldim zwyciężył we florecie drużynowym. W turnieju indywidualnym odpadł w półfinałach. Następnie razem z kolegami z reprezentacji zwyciężył w szpadzie drużynowej. Były to jego jedyne starty olimpijskie.
Nie zdobył medalu mistrzostw świata.
Służył w wojsku. Po zakończeniu kariery sportowej wrócił do Tunisu, gdzie prowadził włoski szpital. Był okulistą.